# Remaucourt (Aisne)
Pour les articles homonymes, voir Remaucourt.
Remaucourt est une commune française située dans le département de l'Aisne, en région Hauts-de-France.

## Géographie
Remaucourt est située sur la rive gauche de la Somme.

### Communes limitrophes
|                  | Sequehart          | Fontaine-Uterte  |
| Lesdins          | Remaucourt (Aisne) | Essigny-le-Petit |
| Morcourt (Aisne) | Homblières         |                  |

### Hydrographie

#### Réseau hydrographique
La commune est située dans le bassin Artois-Picardie. Elle est drainée par la rigole du Noirieux et la Somme la rivière.

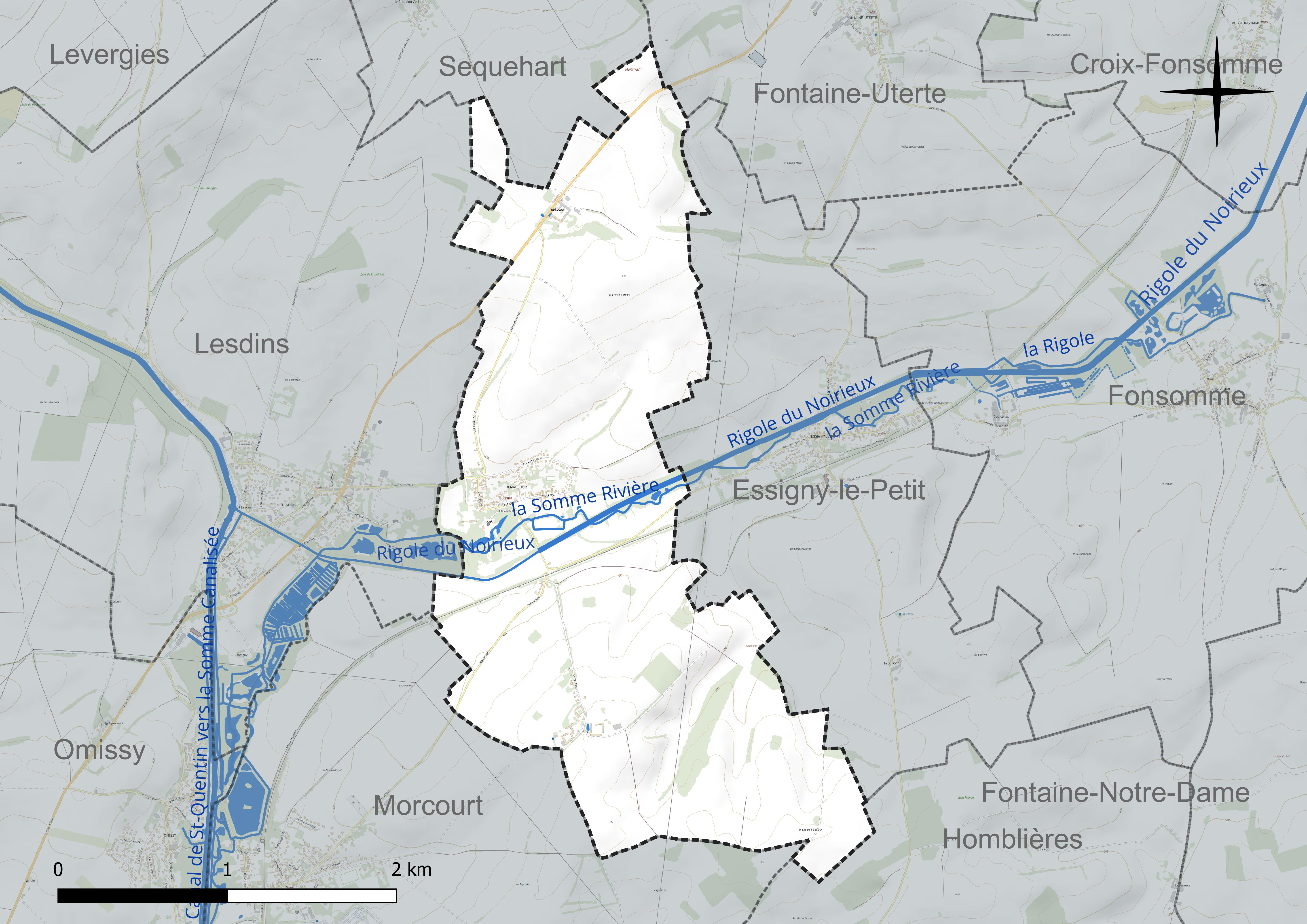
Réseau hydrographique de Remaucourt.

#### Gestion et qualité des eaux
Le territoire communal est couvert par le schéma d'aménagement et de gestion des eaux (SAGE) « Haute Somme ». Ce document de planification concerne un territoire de 1 798 km2 de superficie, délimité par le bassin versant de la Haute Somme est constitué d'un réseau hydrographique complexe de cours d'eau, de marais, d'étangs et de canaux. Le périmètre a été arrêté le 21 avril 2006 et le SAGE proprement dit a été approuvé le 15 juin 2017. La structure porteuse de l'élaboration et de la mise en œuvre est le syndicat mixte d'aménagement hydraulique du bassin versant de la Somme (AMEVA).
La qualité des cours d'eau peut être consultée sur un site dédié géré par les agences de l'eau et l'Agence française pour la biodiversité.

### Climat
Pour des articles plus généraux, voir Climat des Hauts-de-France et Climat de l'Aisne.
En 2010, le climat de la commune est de type climat océanique dégradé des plaines du Centre et du Nord, selon une étude du CNRS s'appuyant sur une série de données couvrant la période 1971-2000. En 2020, Météo-France publie une typologie des climats de la France métropolitaine dans laquelle la commune est dans une zone de transition entre le climat océanique et le climat océanique altéré et est dans la région climatique Nord-est du bassin Parisien, caractérisée par un ensoleillement médiocre, une pluviométrie moyenne régulièrement répartie au cours de l'année et un hiver froid (3 °C).
Pour la période 1971-2000, la température annuelle moyenne est de 10,3 °C, avec une amplitude thermique annuelle de 14,7 °C. Le cumul annuel moyen de précipitations est de 716 mm, avec 11,6 jours de précipitations en janvier et 9,1 jours en juillet. Pour la période 1991-2020, la température moyenne annuelle observée sur la station météorologique la plus proche, située sur la commune de Fontaine-lès-Clercs à 13 km à vol d'oiseau, est de 10,8 °C et le cumul annuel moyen de précipitations est de 683,4 mm,. Pour l'avenir, les paramètres climatiques de la commune estimés pour 2050 selon différents scénarios d'émission de gaz à effet de serre sont consultables sur un site dédié publié par Météo-France en novembre 2022.

## Urbanisme

### Typologie
Au 1er janvier 2024, Remaucourt est catégorisée commune rurale à habitat dispersé, selon la nouvelle grille communale de densité à 7 niveaux définie par l'Insee en 2022.
Elle est située hors unité urbaine. Par ailleurs la commune fait partie de l'aire d'attraction de Saint-Quentin, dont elle est une commune de la couronne,. Cette aire, qui regroupe 120 communes, est catégorisée dans les aires de 50 000 à moins de 200 000 habitants,.

### Occupation des sols
L'occupation des sols de la commune, telle qu'elle ressort de la base de données européenne d'occupation biophysique des sols Corine Land Cover (CLC), est marquée par l'importance des territoires agricoles (93,6 % en 2018), une proportion identique à celle de 1990 (93,6 %). La répartition détaillée en 2018 est la suivante : 
terres arables (90,9 %), zones urbanisées (3,9 %), zones agricoles hétérogènes (2,7 %), forêts (2,5 %).
L'évolution de l'occupation des sols de la commune et de ses infrastructures peut être observée sur les différentes représentations cartographiques du territoire : la carte de Cassini (XVIIIe siècle), la carte d'état-major (1820-1866) et les cartes ou photos aériennes de l'IGN pour la période actuelle (1950 à aujourd'hui).

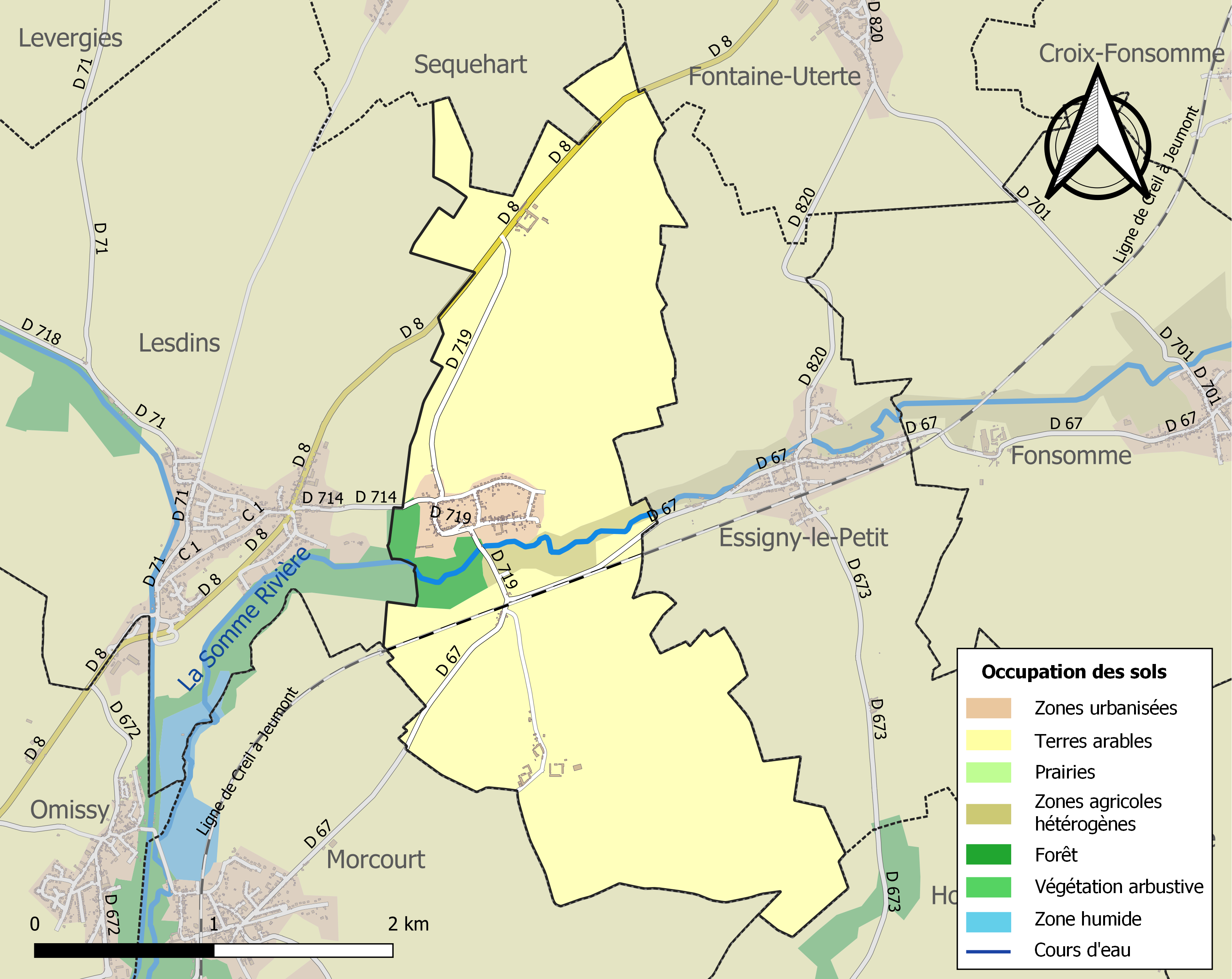
Carte de l'occupation des sols de la commune en 2018 (CLC).

## Toponymie
Le village apparaît pour la première fois en 1146 sous le nom de Runalcurth. L'orthographe variera ensuite de nombreuses fois en fonction des différents transcripteurs : Ramulcourt, Rumalcurt, Rumaldi-curtis,Roumancourt, Romaucourt, Roumaucourt, Remercourt, Remaulcourt et enfin l'appellation actuelle Remaucourt sur la carte de Cassini vers 1750 
.

## Histoire
|  |
|  |

 Carte de Cassini 
 
La carte de Cassini ci-contre montre qu'au milieu du XVIIIe siècle, Remaucourt est une paroisse qui possède un château. Le village est situé sur la rive droite de la Somme. 
Au sud, le hameau du Tilloy appartenait  à l'abbaye de Vicaigne puis à l'abbaye de Vermand. Ce hameau comporte aujourd'hui deux fermes et une dizaine de maisons.
Première guerre mondiale

Après la bataille des frontières du  7 au 24 août 1914, devant les pertes subies, l'état-major français décide de battre en retraite depuis la Belgique. Le 28 août 1914, les Allemands s'emparent du village et poursuivent leur route vers l'ouest. Dès lors commença l'occupation  qui dura jusqu'au début de 1917. Pendant toute cette période, Remaucourt restera loin des combats, le front se situant à une quarantaine de kilomètres à l'ouest vers Péronne. Le village servira de base arrière pour l'armée allemande.

En février 1917, le général Hindenburg décida de la création d'une ligne défense à l'arrière du front ; cette ligne Hindenburg de fortifications s'appuie sur le canal de Saint-Quentin. 
En septembre 1918, devant l'offensive des Alliés sur le front les Allemands cèdent du terrain peu à peu. Le 30 septembre, les troupes anglaises et australiennes se heurtent, à l'armée allemande. Pendant plusieurs jours, le village sera l'objet de nombreux combats. Le village sera finalement libéré le 6 octobre 1918.

Au cours de ces combats, les bombardements ont provoqué de nombreuses destructions.
Après l'Armistice, peu à peu, les habitants évacués sont revenus, mais la population de 347 habitants en 1911 ne sera plus que de 232 en 1921 .
Vu les souffrances endurées par la population pendant les quatre années d'occupation et les dégâts aux constructions, la commune s'est vu décerner la Croix de guerre 1914-1918 (France) le 17 octobre 1920.
Sur le monument aux morts sont inscrits les noms des 13 soldats de la commune Morts pour la France ainsi que de 5 victimes civiles.

## Politique et administration

La communauté d'agglomération du Saint-Quentinois dans le département de l'Aisne.

### Rattachements administratifs et électoraux
La commune se trouve dans l'arrondissement de Saint-Quentin du département de l'Aisne. Pour l'élection des députés, elle fait partie de la deuxième circonscription de l'Aisne.
Elle faisait partie depuis 1801 du canton de Saint-Quentin. Celui-ci a été scindé par décret du 23 juillet 1973 et la commune rattachée au canton de Saint-Quentin-Nord. Dans le cadre du redécoupage cantonal de 2014 en France, elle est désormais intégrée au canton de Saint-Quentin-2.

### Intercommunalité
La commune faisait partie de la communauté d'agglomération de Saint-Quentin, créée fin 1999 et qui et qui succédait au district de Saint-Quentin, créé le 9 février 1960, rassemblant à l'origine onze communes afin notamment de créer et développer des zones industrielles.
Dans le cadre des dispositions de la loi portant nouvelle organisation territoriale de la République (Loi NOTRe) du 7 août 2015, qui prévoit que les établissements publics de coopération intercommunale (EPCI) à fiscalité propre doivent avoir un minimum de 15 000 habitants (sous réserve de certaines dérogations bénéficiant aux territoires de très faible densité), le préfet de l'Aisne a adopté un nouveau schéma départemental de coopération intercommunale par arrêté du 30 mars 2016 qui prévoit notamment la fusion de la  communauté de communes du canton de Saint-Simon et de la communauté d'agglomération de Saint-Quentin, aboutissant au regroupement de 39 communes comptant 83 287 habitants.
Cette fusion est intervenue le 1er janvier 2017, et la commune est désormais membre de la communauté d'agglomération du Saint-Quentinois.

### Liste des maires
| Période                                  | Période                   | Identité     | Étiquette   | Qualité                                                     |
| ---------------------------------------- | ------------------------- | ------------ | ----------- | ----------------------------------------------------------- |
| Les données manquantes sont à compléter. |                           |              |             |                                                             |
| mars 1983                                | mai 2020                  | Anne Cardon  | UMP puis LR | Retraitée de l'agriculture Réélue pour le mandat 2014-2020, |
| mai 2020                                 | En cours (au 28 mai 2020) | Damien Sebbe |             |                                                             |

## Démographie
L'évolution du nombre d'habitants est connue à travers les recensements de la population effectués dans la commune depuis 1793. Pour les communes de moins de 10 000 habitants, une enquête de recensement portant sur toute la population est réalisée tous les cinq ans, les populations de référence des années intermédiaires étant quant à elles estimées par interpolation ou extrapolation. Pour la commune, le premier recensement exhaustif entrant dans le cadre du nouveau dispositif a été réalisé en 2008.

En 2022, la commune comptait 278 habitants, en évolution de −7,95 % par rapport à 2016 (Aisne : −1,97 %, France hors Mayotte : +2,11 %).
| 1793 | 1800 | 1806 | 1821 | 1831 | 1836 | 1841 | 1846 | 1851 |
| ---- | ---- | ---- | ---- | ---- | ---- | ---- | ---- | ---- |
| 275  | 269  | 287  | 310  | 322  | 320  | 340  | 374  | 371  |

| 1856 | 1861 | 1866 | 1872 | 1876 | 1881 | 1886 | 1891 | 1896 |
| ---- | ---- | ---- | ---- | ---- | ---- | ---- | ---- | ---- |
| 367  | 368  | 339  | 336  | 363  | 366  | 402  | 400  | 408  |

| 1901 | 1906 | 1911 | 1921 | 1926 | 1931 | 1936 | 1946 | 1954 |
| ---- | ---- | ---- | ---- | ---- | ---- | ---- | ---- | ---- |
| 400  | 405  | 347  | 232  | 290  | 280  | 266  | 247  | 290  |

| 1962 | 1968 | 1975 | 1982 | 1990 | 1999 | 2006 | 2008 | 2013 |
| ---- | ---- | ---- | ---- | ---- | ---- | ---- | ---- | ---- |
| 283  | 288  | 286  | 368  | 406  | 372  | 339  | 330  | 312  |

| 2018 | 2022 | - | - | - | - | - | - | - |
| ---- | ---- | - | - | - | - | - | - | - |
| 296  | 278  | - | - | - | - | - | - | - |

## Culture locale et patrimoine

### Lieux et monuments
- L'Église Saint-Géry ;
- Le monument aux morts ;
- Croix de chemin ;
- Château de la Dame Blanche, du XIXe siècle, propriété privée[33],[34] ;
- Parc du château[35].

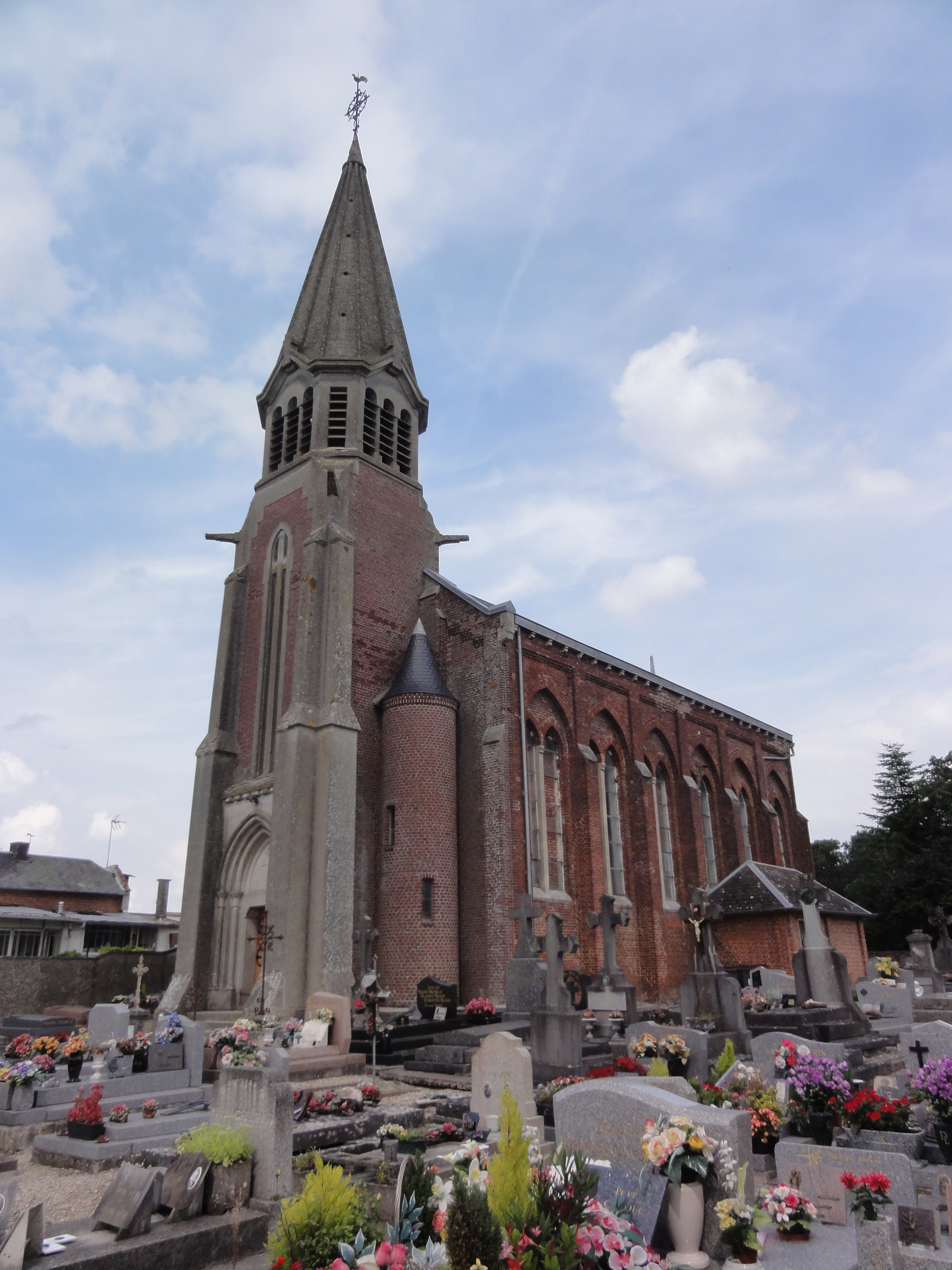
Église.
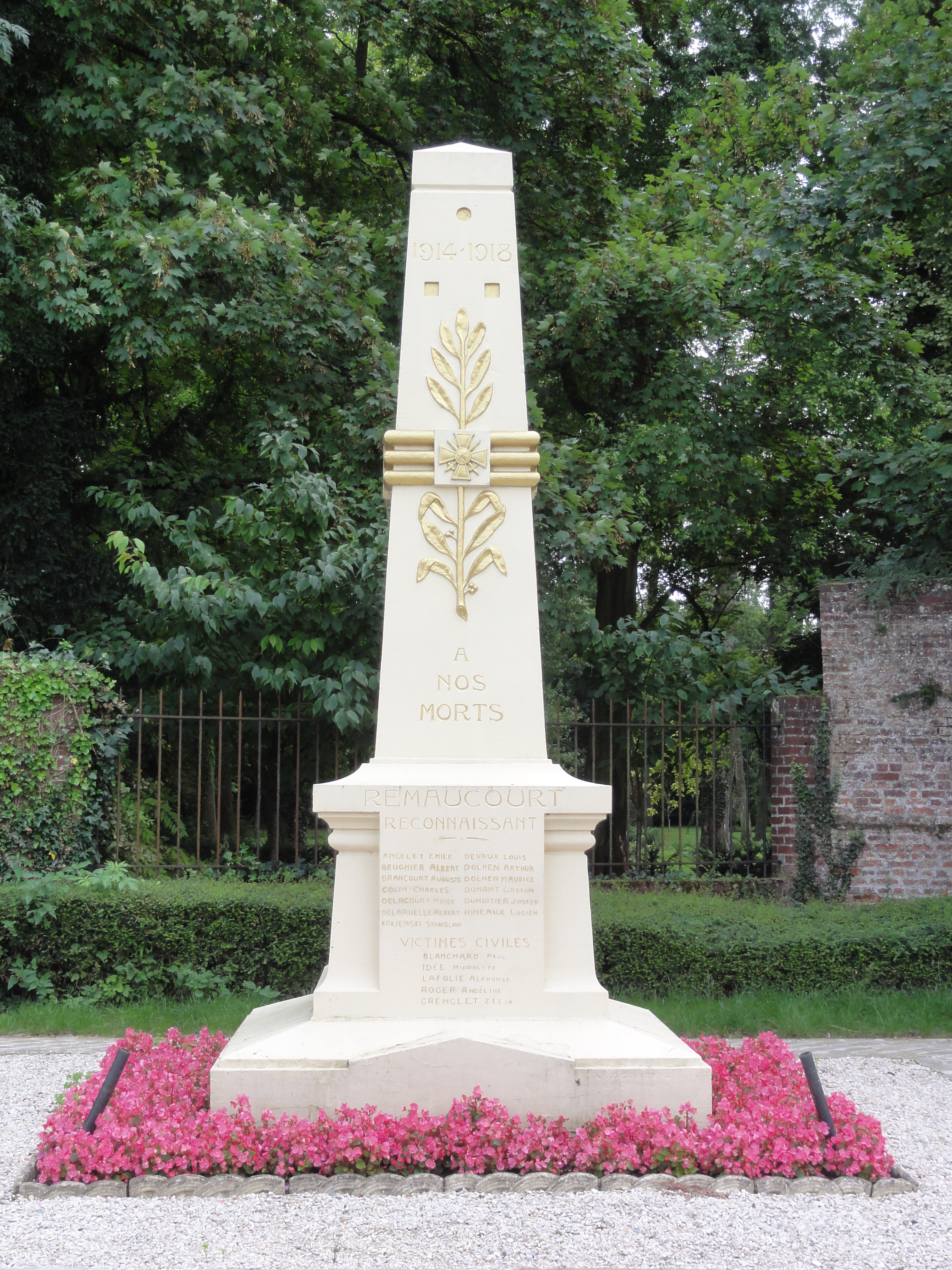
Monument aux morts.
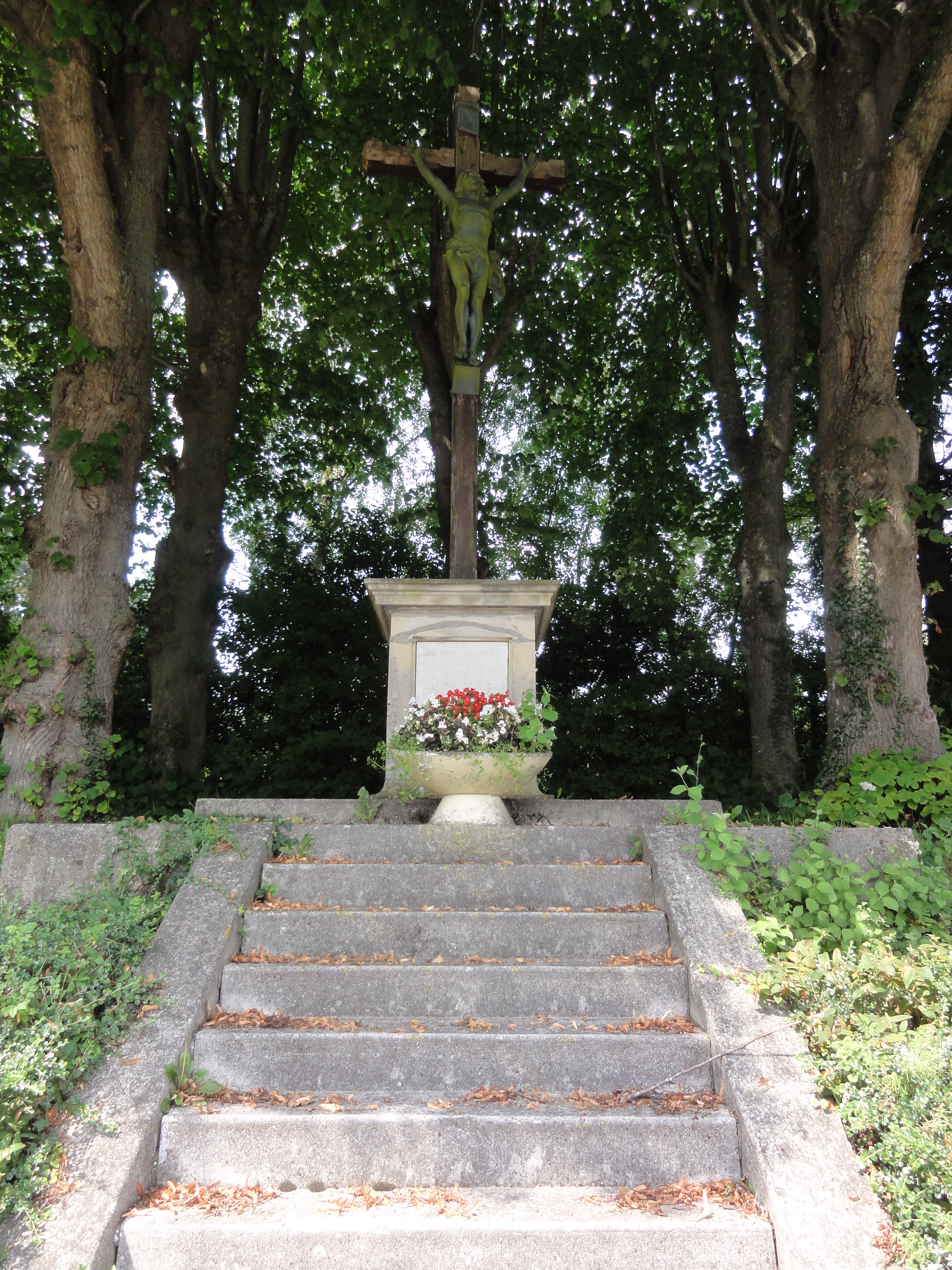
Calvaire.

### Cartes postales anciennes

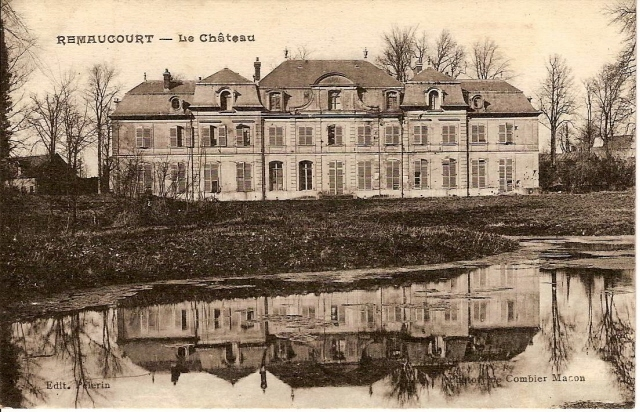
Le château avant 1914.
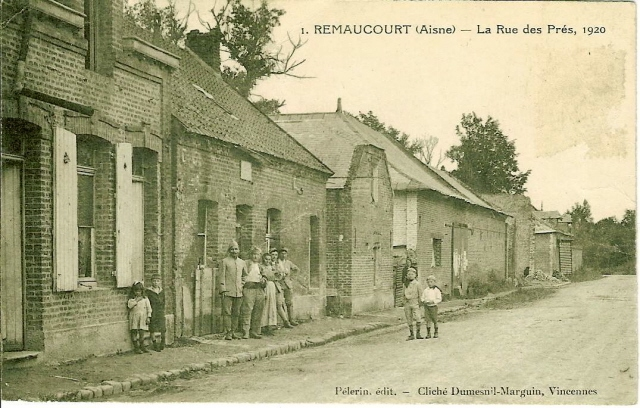
La rue des Prés en 1920.
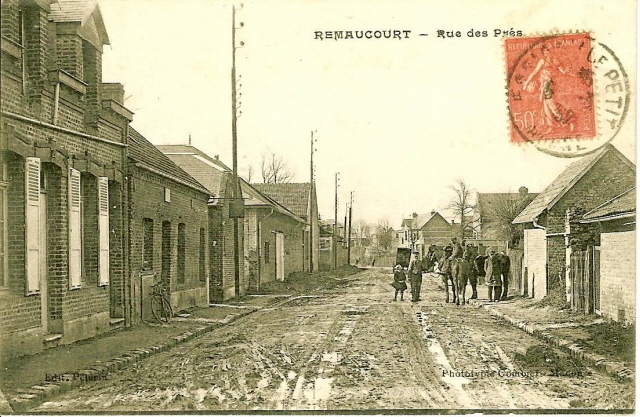
Le rue des Prés vers 1925.